# Acetarsol
Acetarsol ist eine chemische Verbindung aus der Gruppe der organischen Arsenverbindungen.

## Geschichte
Acetarsol wurde bereits 1911 von Paul Ehrlich als Zwischenprodukt zur Herstellung von Arsphenamin-Analogo verwendet. Ernest Fourneau arrangierte die Produktion unter dem Namen Stovarsol durch Poulenc Freres. Es stellte sich als potentes Mittel gegen Syphilis heraus.

## Gewinnung und Darstellung
Acetarsol kann ausgehend von 4-Chloranilin gewonnen werden. Durch dessen Reaktion mit Natriumnitrit, Natriumorthoarsenit wird es zu 4-Chlor-3-nitro-phenylarsonsäure umgesetzt, welches mit Natriumthiosulfat oder Natriumhydroxid zu 3-Amino-4-hydroxy-phenylarsonsäure reagiert, welches wiederum mit Essigsäureanhydrid zu Acetarsol umgesetzt wird.

## Eigenschaften
Acetarsol ist ein weißes geruchloses Pulver mit leicht säuerlichem Geschmack, das praktisch unlöslich in kaltem Wasser und Ethanol ist. Das Dimethylamin- und das Natriumsalz sind ebenfalls weiße geruchlose Pulver, die jedoch löslich in Wasser sind.

## Verwendung
Acetarsol wird zur Behandlung von Amoebiasis und Trichomoniasis verwendet. Es werden auch das Dimethylamin- und das Natriumsalz eingesetzt.

## Sicherheitshinweise
Der Stoff wurde auf die toxikologischen Eigenschaften nie genau geprüft.